# Breitenbrunn am Neusiedler See
Breitenbrunn am Neusiedler See (ungerska: Fertőszéleskút, kroatiska: Patipron) är en kommun  och ort i Österrike. Den ligger i distriktet Eisenstadt-Umgebung i förbundslandet Burgenland, i den östra delen av landet, 40 km sydost om huvudstaden Wien. Antalet invånare är 1 932. Arean är 25,7 kvadratkilometer.